# Tambora
Tambora (také Tomboro) je aktivní stratovulkán, který se nachází na severu indonéského ostrova Sumbawa. Vrcholovou část tvoří mohutná kaldera o průměru 7 km a nejvyšší bod jejího okraje dosahuje nadmořské výšky 2 850 m.
Tambora je známá svojí erupcí z roku 1815, jejímž následkem zahynulo přibližně 100 tisíc lidí, a je proto považována za jednu z nejtragičtějších v novodobé historii lidstva. Její síla se na indexu vulkanické aktivity klasifikuje stupněm VEI 7. Větší sopečné erupce (např. výbuch Toby před 75 tisíci lety) hodnocené jako VEI 8, moderní civilizace nepamatuje.
Tamborou vyvržené sopečné produkty zasáhly bezprostředně Borneo, Jávu, Sumatru a Moluky. Vzhledem k velkému množství sopečného popela, který se dostal vysoko do atmosféry, došlo následující rok, zejména pro celou severní polokouli k výraznému ochlazení podnebí (tzv. sopečná zima). Rok 1816 bývá označován jako rok bez léta. Jeho existence je ale sporná.
Poslední sopečná erupce (VEI 0) proběhla v roce 1967.

## Historie

### Erupce
Sopka proslula sérií erupcí, které začaly 5. dubna 1815 a vyvrcholily 10. dubna 1815. Tato sopečná erupce je považována za největší zaznamenanou erupci v novodobé historii lidstva (mezi poslední erupce s indexem VEI 7 patřily: 1257 – Rinjani, 946 – Pektusan a 180 Taupo). Výbuch tehdy vyvrhl asi 150 km³ pyroklastických trachyandezitů a byl slyšet až do vzdálenosti 2 700 km od sopky. Sopečný materiál, společně se sopečnými plyny byl vynesen až do výšky 44 km (stratosféra). Odhaduje se, že do atmosféry bylo uvolněno okolo 180 megatun aerosolu kyseliny sírové. Spad popela byl zaznamenán ve vzdálenosti až 1 300 km od sopky. Popela bylo prý tolik, že v okruhu 65 km se pod jeho tíhou propadaly střechy domů. V okruhu 80 km údajně zahynulo vše živé včetně 10 000 lidí. V následujících týdnech následkem hladomoru a šíření nemocí zahynulo dalších 80 000 lidí. Podle odhadů si erupce vyžádala přibližně 92 000 lidských životů. Výbuch Tambory doprovázelo i pětimetrové tsunami, které způsobilo obrovské povodně po celé Indonésii.

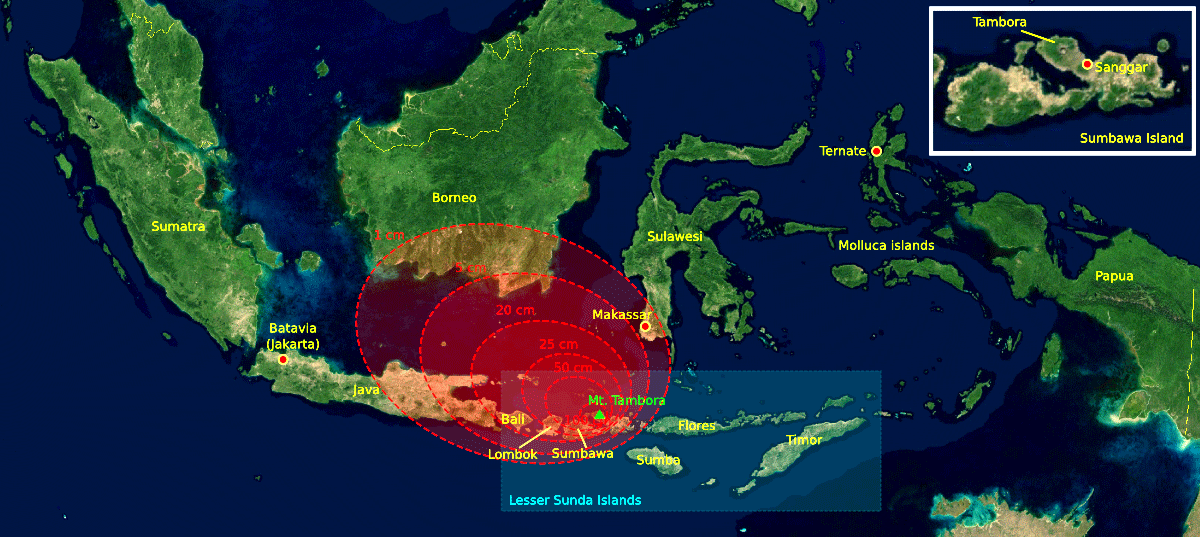
Odhadovaná tloušťka vrstvy napadaného popela.

Před dubnem roku 1815 měla Tambora kónický tvar a její výška dosahovala přibližně 4 300 m, čímž patřila mezi nejvyšší hory Indonésie. Při erupci se nadloží částečně vyprázdněného magmatického krbu propadlo do uvolněného prostoru, čímž došlo ke kalderizaci a tudíž zániku původní podoby hory. Výška sopky se tak snížila o 1 450 m . Místo jejího vrcholu dnes Tamboru jizví mohutná kaldera s průměrem 7 km a hloubkou 700 m.  

### Rok bez léta
Následující rok 1816 byl pro velké množství sopečného popela v atmosféře znám v Evropě a Severní Americe jako rok bez léta. V tomto roce došlo na severní polokouli k poklesu teploty o 0,5 °C oproti dlouhodobému průměru. Klimatolog Stefan Brönnimann na rekonstrukci teplot ukazuje, že v létě 1816 na východě Kanady (a v oblasti Nové Anglie) byly podprůměrné teploty, ale na západě Kanady nadprůměrné. Nešlo tedy o globální ochlazení všech míst.
V květnu 1816 se Severní Amerikou prohnala sněhová bouře, která pokryla sněhovou pokrývkou USA a Kanadu a zničila veškerou úrodu. V kanadském Québecu v té době napadlo 30 cm sněhu. Po několika týdnech se na mnohých řekách a jezerech začal objevovat led. V této době byly zaznamenány velké teplotní rozdíly, kdy teplota během několika hodin klesla z 35 °C k bodu mrazu.[zdroj?]
Napoleonské války skončily roku 1815. V Evropě byla situace natolik vážná, že lidé, aby přežili, museli porazit své koně, kteří byli tehdy hlavním dopravním prostředkem.[zdroj?] To mělo za následek celou řadu dopravních problémů. Situace patrně přivedla Karla Draise na nápad sestrojit Laufmaschine, jinak známou jako draisina. Sám Drais ale uvádí, že reaguje na nedostatek koní způsobený válkou.

## Galerie

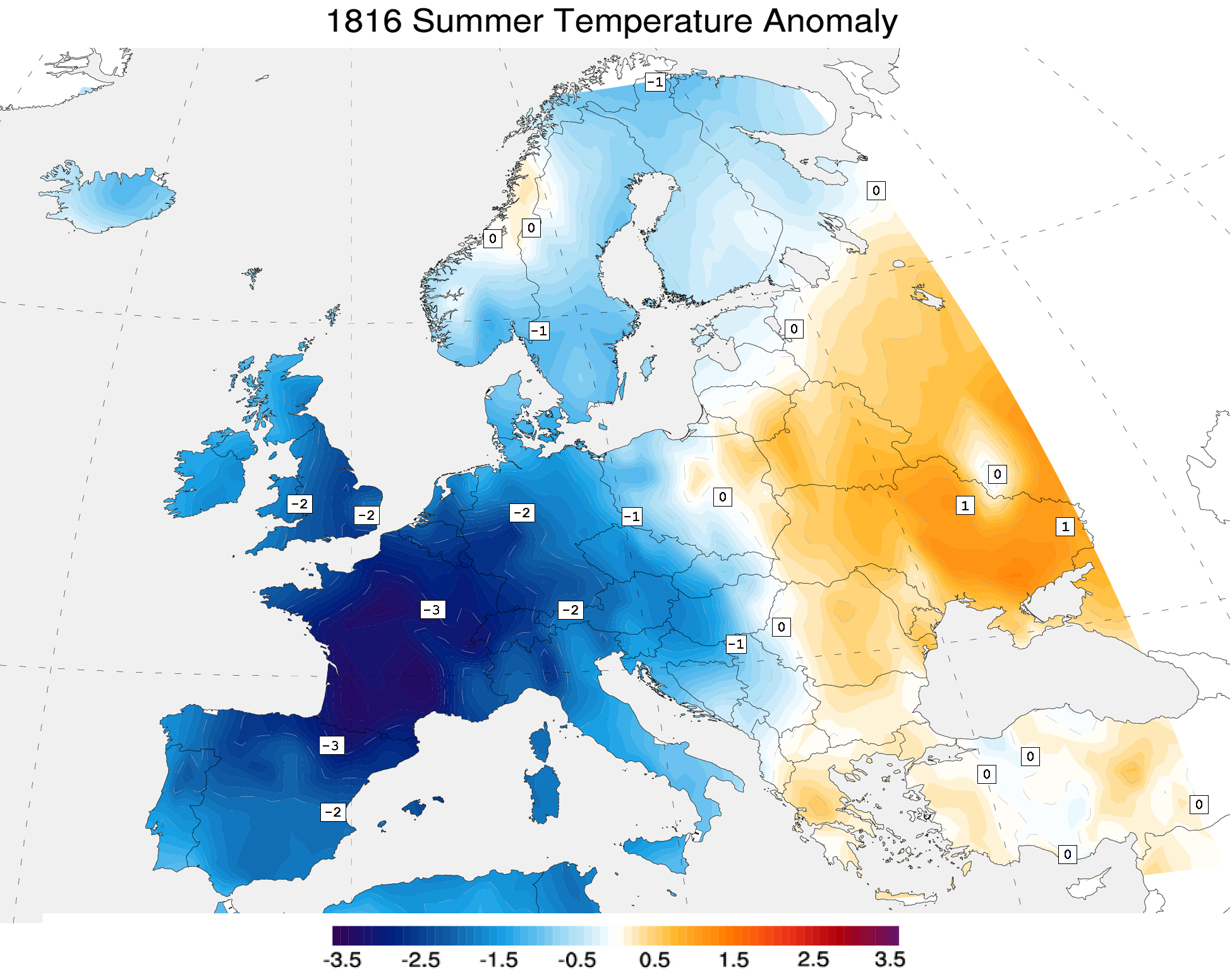
Anomálie (rozdíl) teplot v Evropě roku 1816. V jistých oblastech je však teplota nadnormální. Podle dat z Klementina[10] je například průměrná červencová teplota roku 1816 cca jen 1 °C pod normálem, ale takováto průměrná teplota meziročně fluktuuje o více než 1 °C.
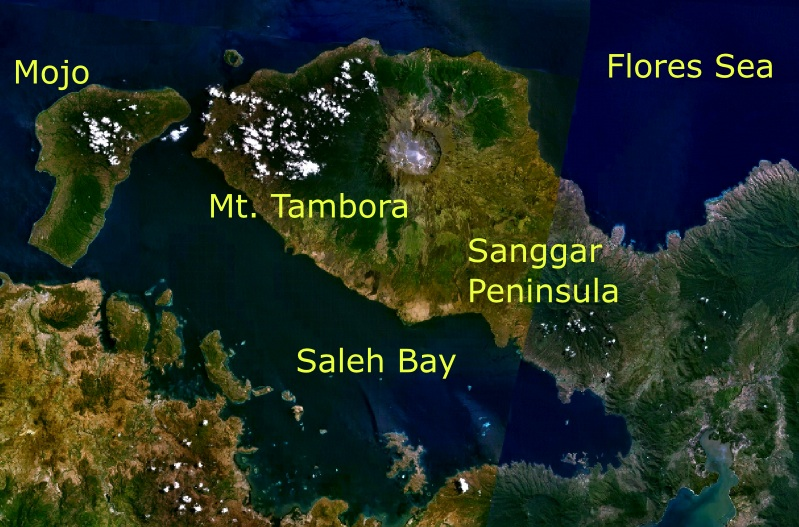
Satelitní snímek vulkánu Tambora
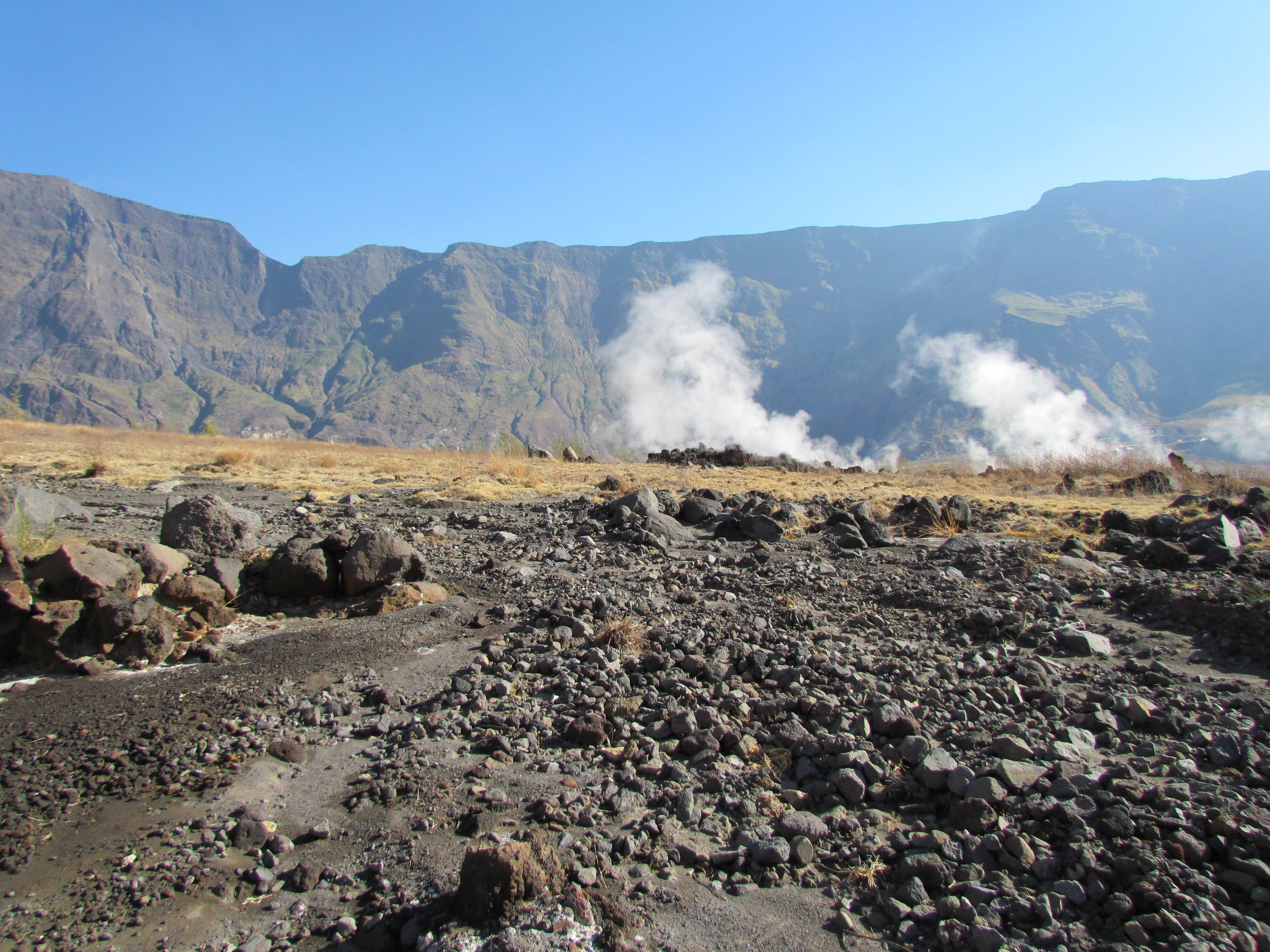
Na dně kaldery (pohled na sever).
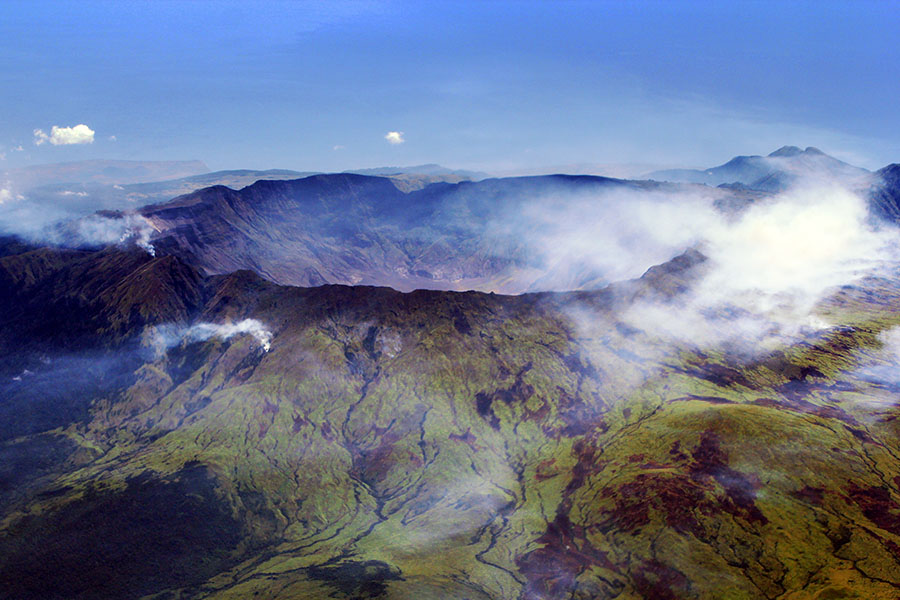
Kaldera z letadla.
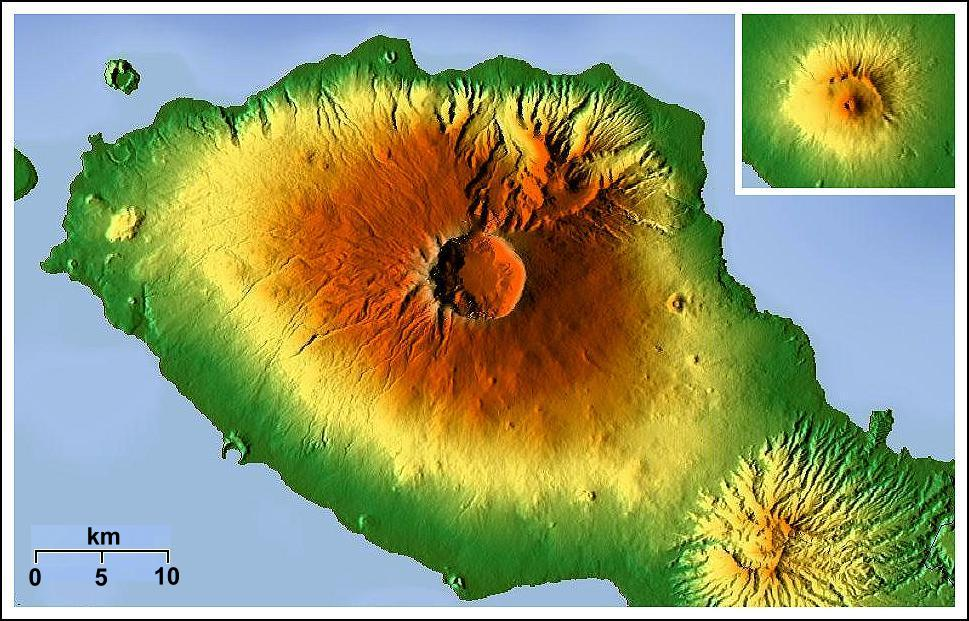
Porovnání půdorysných rozměrů Tambory s Vesuvem.
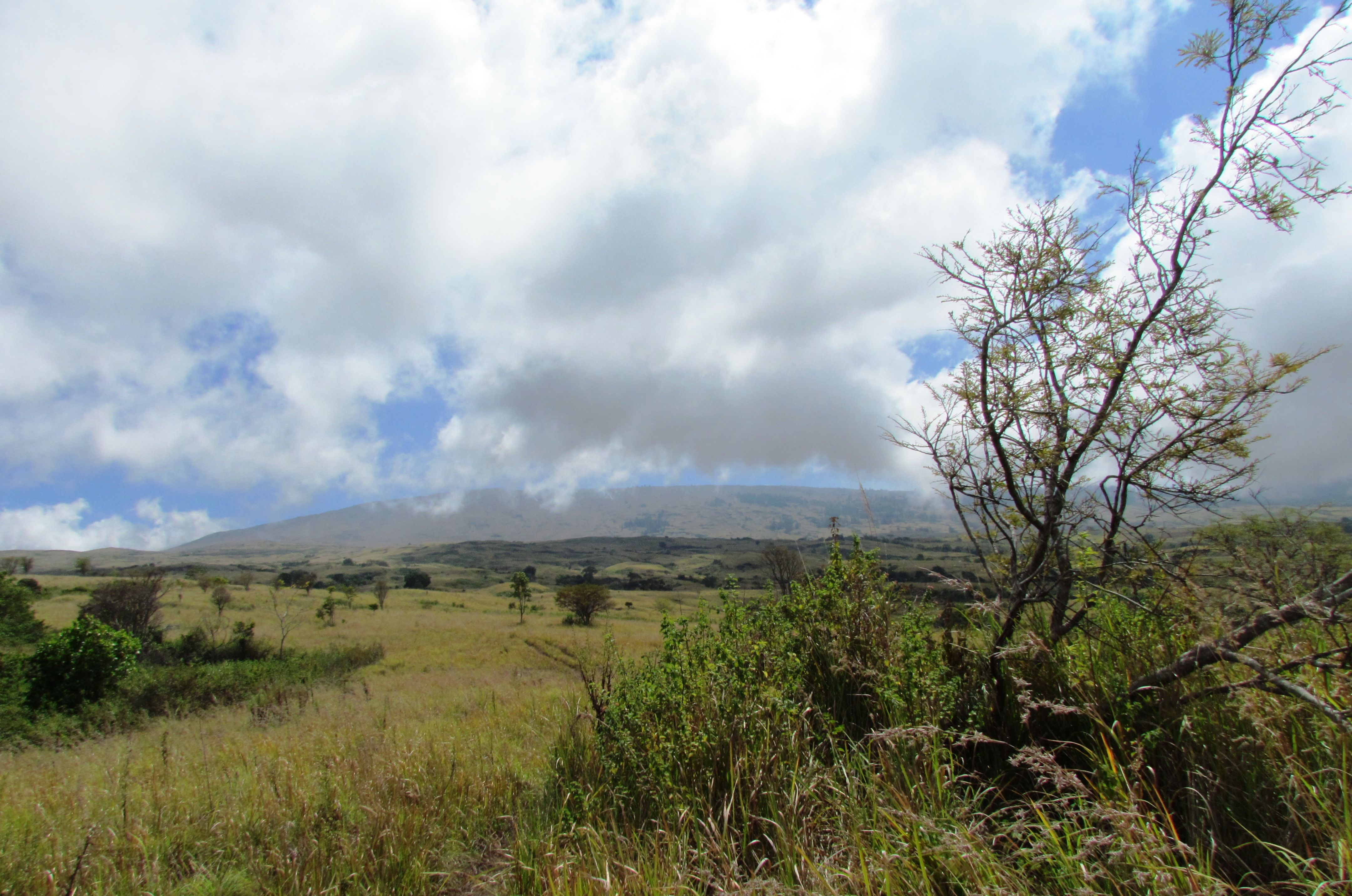
Tambora (v pozadí).